# خط طول 121° غرب
خط طول 121° غرب هو أحد خطوط الطول الجغرافية، والتي تمتد من القطب الشمالي الجغرافي إلى القطب الجنوبي الجغرافي، وحسب التحويل الزمني يتأخر خط طول 121° غرب عن خط غرينتش بـ8 ساعات و4 دقائق.

## من القطب إلى القطب
ينطلق خط طول 121° غرب من القطب الشمالي نحو القطب الجنوبي مرورا بالمناطق التي ترد في الجدول التالي:
| الإحداثيات                           | البلد أو الإقليم أو البحر | ملاحظات |
| ------------------------------------ | ------------------------- | --- |
| 90°0′N 121°0′W / 90.000°N 121.000°W  | المحيط المتجمد الشمالي    | |
| 76°45′N 121°0′W / 76.750°N 121.000°W | كندا                      | الأقاليم الشمالية الغربية — جزيرة الأمير باتريك |
| 75°44′N 121°0′W / 75.733°N 121.000°W | مضيق مكلور [لغات أخرى]‏    | |
| 74°28′N 121°0′W / 74.467°N 121.000°W | كندا                      | الأقاليم الشمالية الغربية — جزيرة بانكس |
| 71°26′N 121°0′W / 71.433°N 121.000°W | خليج أموندسن              | |
| 69°40′N 121°0′W / 69.667°N 121.000°W | كندا                      | الأقاليم الشمالية الغربية — مرورا عبر the بحيرة الدب العظيم كولومبيا البريطانية — من 60°0′N 121°0′W / 60.000°N 121.000°W                                                                       |
| 49°0′N 121°0′W / 49.000°N 121.000°W  | الولايات المتحدة          | واشنطن (ولاية) أوريغون — من 45°39′N 121°0′W / 45.650°N 121.000°W كاليفورنيا — من 42°0′N 121°0′W / 42.000°N 121.000°W, مرورا عبر موديستو (كاليفورنيا) (في 37°38′N 121°0′W / 37.633°N 121.000°W) |
| 35°28′N 121°0′W / 35.467°N 121.000°W | المحيط الهادئ             | |
| 60°0′S 121°0′W / 60.000°S 121.000°W  | المحيط الجنوبي            | |
| 73°41′S 121°0′W / 73.683°S 121.000°W | القارة القطبية الجنوبية   | المطالب الإقليمية بالقارة القطبية الجنوبية |